# Dircaea fusca
Dircaea fusca is een keversoort uit de familie zwamspartelkevers (Melandryidae). De wetenschappelijke naam van de soort werd in 1873 gepubliceerd door Motschoulsky.